# Port lotniczy Hami
Port lotniczy Hami (IATA: HMI, ICAO: ZWHM) – port lotniczy położony w Hami, w regionie autonomicznym Xinjiang, w Chińskiej Republice Ludowej.

## Linie lotnicze i połączenia
| Linia Lotnicza          | Kierunek                                                      |
| ----------------------- | ------------------------------------------------------------- |
| Air China               | 1. Pekin 2. Chengdu-Tianfu                                    |
| Chengdu Airlines        | 1. Kuqa                                                       |
| China Express Airlines  | 1. Aksu 2. Chongqing 3. Kaszgar 4. Korla 5. Lanzhou 6. Yining |
| China Southern Airlines | 1. Guangzhou 2. Zhengzhou                                     |
| Fuzhou Airlines         | 1. Xiamen 2. Zhengzhou                                        |
| Tianjin Airlines        | 1. Urumczi 2. Xi’an                                           |
| West Air                | 1. Zhengzhou                                                  |